# 迪爾帕克 (印第安納州)
迪爾帕克（英語：Deer Park）是位於美國印地安納州傑斯帕縣的一個非建制地區。該地的面積和人口皆未知。